# Gornji Stranjani
Gornji Stranjani (Servisch cyrillisch Горњи Страњани) is een plaats in de Servische gemeente Prijepolje. De plaats telt 85 inwoners (2002).